# كريستوفر بلامر
آرثر كريستوفر أورمي بلامر (بالإنجليزية: Christopher Plummer؛ 13 ديسمبر 1929 – 5 فبراير 2021) ممثل كندي امتدت مسيرته المهنية سبعة عقود، بداية بأول عرضٍ سينمائي له تحت بعنوان ستيج تراك (1958).
عُرف بتمثيله شخصية الكابتن جورج فون تراب في فيلم ذا ساوند أوف ميوزك (صوت الموسيقى) (1965). إضافةً لتمثيله عددًا من الشخصيات التاريخية الشهيرة، بمن فيهم الإمبراطور كومودوس في فيلم ذا فول أوف ذا رومان إمباير (1964)، وآرثر ويلسلي، دوق ويلنغتون في فيلم واترلو (1970)، وروديارد كيبلينغ في فيلم ذا مان هو وود بي كينغ (1975)، ومايك والانس في فيلم ذا إنسايدر (1999)، وليو تولستوي في فيلم لاست ستايشن (2009)، والقيصر ويليام الثاني في فيلم ذا إكسبشن (2016)، ودي، بول غيتي في فيلم أول ذا موني إن ذا وورلد (2017).
تلقى بلامر جوائز عديدة لأعماله، منها جائزة أوسكار وجائزة جيني وجائزتا إيمي وجائزتا توني وجائزة غولدن غلوب وجائزة نقابة ممثلي الشاشة وجائزة الأكاديمية البريطانية للأفلام؛ هو واحد من قلّة الممثلين الذين حصلوا على التاج الثلاثي للتمثيل، والكندي الوحيد. حاز على جائزة الأوسكار لأفضل ممثل مساعد في عمر الـ28 عن فيلم بيغينرز (2010)، ليكون أكبر ممثلٍ يحصل على جائزة تمثيل، وحصل على ترشيحٍ في عمر الـ88 عن فيلم أول ذا موني إن ذا وورلد، ليكون أكبر ممثلٍ يحصل على ترشيحٍ في مجال التمثيل.

## النشأة
ولد بلامر في 13 ديسمبر عام 1929 في مدينة تورونتو، أونتاريو، ابنًا وحيدًا لأمه إيزابيل ماري (اسما عند الولادة: أبوت)، وهي فنانة عملت أمينةً لدى عميد العلوم في جامعة مكغيل، وأبيه جون أورمبي بلامر، الذي عمل في بيع الأسهم والأوراق المالية. كان جد أمه الأكبر وزير الخارجية الكندي جون أبوت. وكان خال أبيه محاميًا ووكيلًا لبراءات الاختراع ووكيلًا يُدعى فريدريك بارنارد فيذرستونهاو. بلامر هو ابن العم الثاني للممثل البريطاني نيجل بروس، الذي عُرف بلعب دور الدكتور واتسون مقابل باسل راثبون بدور شرلوك هولمز. انفصل والداه بعد فترة قصيرة من ولادته، ونشأ في منزل عائلة آبوت في سينيفيل، كيبك، خارج مونتريال. يتحدث اللغتين الإنجليزية والفرنسية بطلاقة.
بدأ بلامر دراسته ليصبح عازف بيانو في الحفلات، لكنه أبدى شغفًا  بالمسرح في عمرٍ مبكر، وبدأ بالتمثيل بينما كان ملتحقًا بثانوية مونتريال. التحق بجامعة مكغيل واختار مجال التمثيل بعد مشاهدته فيلم لورنس أوليفر هنري الخامس (1944). في عام 1946، لفت بلامر انتباه الناقد المسرحي لدى صحيفة مونتريال، هربرت ويتاكر، بأدائه دور السيد دايسي في العرض الذي قدمته ثانوية مونتريال بعنوان برياد أند بريجودس (كبرياء وتحامل). كان ويتاكر مخرجًا مسرحيًا هاويًا في مسرح ذخيرة مونتريال، وقدّم بلامر في عمر الثامنة عشرة دور أوديب في عمل جان كوكتو؛ لا ماشيت إنفيرنال. 

## المسيرة المهنية

### برودواي
ظهر بلامر لأول مرة على مسرح برودواي في شهر يناير من العام 1953 في عرضٍ يُدعى ذا ستاركروس ستوري، الذي أُغلق ليلة الافتتاح. تضمن ظهوره التالي في عرض هوم إز ذا هيرو 30 عرضًا قدمهم بين شهري سبتمبر وأكتوبر من العام 1954. وأظهر دعمًا لأسطورة برودواي كاثرين كورنيل وأسطورة الأفلام تايرون في عرض الشعر المسرحي ذا دارك إز لايت إنف، والذي أدى فيه 69 أدراءً بين شهري فبراير وأبريل من العام 1955. طافت المسرحية مدنًا عدّة، وعمل بلامر بديلًا جاهزًا لباور. في وقت لاحقٍ من ذات العام، ظهر في أوّل عملٍ كبيرٍ له على مسرح برودواي، برفقة جولي هاريس (التي حازت على جائزة توني) في مسرحية جان أنويه، ذا لارك. بعد ظهورة في العمل المسرحي، نايت أوف ذا أوك، الذي لم يلقَ نجاحًا، ظهر بلامر في مسرحية جي. بي. من إخراج إليا كازان وإنتاج مسرح برودواي للكاتب أرشبيلد ماكليش الذي حاز على جائزة بوليتزر؛ رُشح بلامر لأول جائزة توني لأفضل ممثلٍ في مسرحية. حازت المسرحية على جائزة توني لأفضل مسرحية ولإخراج كازان.
قلّ ظهور بلامر على مسرح برودواي في الستينيات لانتقاله من نيويورك إلى لندن. أخذ الدور الرئيسي في مسرحية ذا ريزستبل رايز أو أرتورو وي من إنتاج برتولت بريشت عام 1965، والتي لم تلقَ نجاحًا، لكنه لقيَ نجاحًا باهرًا في مسرحية ذا رويال هانت أوف ذا سن من للمخرج بيتر شافر، ليلعب دور الفاتح فرانثيسكو بيثارو إلى جانب الممثل ديفيد كارادين بدور أتاوالبا؛ كان أداء كلٍّ منهما «مبهرًا»، إذ أظهر بلامر «جمالًا فائقًا وألمًا عميقًا» خلال أداء شخصيته المعقدة (أخذ بلامر دور البطولة في الفيلم المقتبس عن المسرحية عام 1969). بين شهري مايو ويناير من العام 1973، ظهر على مسرح برودواي بدور البطولة في مسرحية سيرانو، وهي اقتباس مسرحي موسيقي من مسرحية أدموند روستاند، سيرانو دي بيرجيراك عام 1897، أخرجها كل من أنتوني برجس ومايكل لويس. حاز بلامر بأدائه على جائزة توني لأفضل ممثل في مسرحية موسيقية وجائزة دراما ديسك أوارد للأداء المتميز. في وقت لاحق من ذلك العام، لعب دور أنتون تشيخوف في عمل نيل سايمون المقتبس من عدة قصص قصيرة لتشيخوف بعنوان: ذا غود دوكتور.
خلال الثمانينيات، ظهر على مسرح برودواي في عملين تراجيديين لشكسبير، الأول هو أوثيلو، إذ لعب دور ياغو إلى جانب الممثل جيمس إيرل جونز بدور مور، إضافة إلى دور البطولة في مسرحية مكبث، إلى جانب غليندا جاكسون التي لعبت دور زوجته في القصة. رُشح لجائزة توني جديدة عن ذلك الدور. ظهر بجانب جيسون روباردس عام 1994 في إحياء مسرحية نو مانز هاند لهارولد بينتر، وحقق نجاحًا باهرًا عام 1997 في مسرحية باريمور، والذي طاف بها أنحاء البلاد بعد النجاح الذي لقيته على مسرح برودواي. حاز على جائزة توني الثانية عن دوره بشخصية جون باريمور (هذه المرة كأفضل ممثل في مسرحية) وجائزة دراما ديسك أوارد كممثل متميز في مسرحية. رُشح لجائزة توني وجائزة دراما ديسك عن دوره في مسرحية كينغ ليار عام 2004، وجائزة توني لتمثيله شخصية هنري دراموند عام 2007 في إحياء مسرحية إنهيرت ذا ويند.

### مهرجان ستراتفورد
ظهر بلامر لأول مرة في مهرجان ستراتفورد شكسبير عام 1956، عندما لعب دور البطولة في مسرحية هنري الخامس، والتي أُدِّيَت بعد ذلك في نفس العام ضمن مهرجان إدنبرة. لعب دور البطولة في مسرحية هاملت، والسيد أندرو أغوشيك في مسرحية تويلفث نايت في ستراتفورد عام 1957. في السنة التالية، لعب دور ليونتيش في مسرحية ذا وينتر تيل، وباردولف في مسرحية هنري الرابع (الجزء 1)، وبينديك في مسرحية موشو أدو أباوت نوثينغ (كثير من اللغط حول لا شيء). في عام 1960، لعب دور فيليب ذا باستارد (فيليب النذل) في مسرحية كينغ جون، وميركتيو في مسرحية روميو وجولييت. في عام 1962، لعب دور البطولة في كل من مسرحيتي سيرانو دي بيرجيراك ومكبيث، ليعود في عام 1967 ليلعب دور مارك أنتوني في مسرحية أنتوني آند كليوباترا. 

## روابط خارجية
- كريستوفر بلامر على موقع IMDb (الإنجليزية)
- كريستوفر بلامر على موقع ميتاكريتيك (الإنجليزية)
- كريستوفر بلامر على موقع الموسوعة البريطانية (الإنجليزية)
- كريستوفر بلامر على موقع روتن توميتوز (الإنجليزية)
- كريستوفر بلامر على موقع مونزينجر (الألمانية)
- كريستوفر بلامر على موقع ألو سيني (الفرنسية)
- كريستوفر بلامر على موقع ميوزك برينز (الإنجليزية)
- كريستوفر بلامر على موقع تيرنر كلاسيك موفيز (الإنجليزية)
- كريستوفر بلامر على موقع أول موفي (الإنجليزية)
- كريستوفر بلامر على موقع بوكس أوفيس موجو (الإنجليزية)